# Saxifraga aquatica
Saxifraga aquatica là một loài thực vật có hoa trong họ Saxifragaceae. Loài này được Lapeyr. miêu tả khoa học đầu tiên năm 1801.